# Кап (филм)
Кап (енгл. Straw) амерички је филмски трилер из 2025. у режији и по сценарију Тајлера Перија. Глумачку поставу предводи Тараџи П. Хенсон. Филм је 6. јуна 2025. приказао Netflix.

## Радња
Један ужасан дан доведе вредну самохрану мајку до саме ивице и шокантног дела из очаја.

## Улоге
| Глумац           | Улога             |
| ---------------- | ----------------- |
| Тараџи П. Хенсон | Џанија Вилткинсон |
| Шери Шеперд      | Никол             |
| Тејана Тејлор    | Кеј Рејмонд       |
| Синбад           | Бени              |
| Рокмонд Данбар   | шеф Вилсон        |
| Ешли Вершер      | Теса Џорџ         |
| Мајк Мерил       | истражитељ Грајмс |
| Глин Турман      | Ричард            |